# Liudvinavas

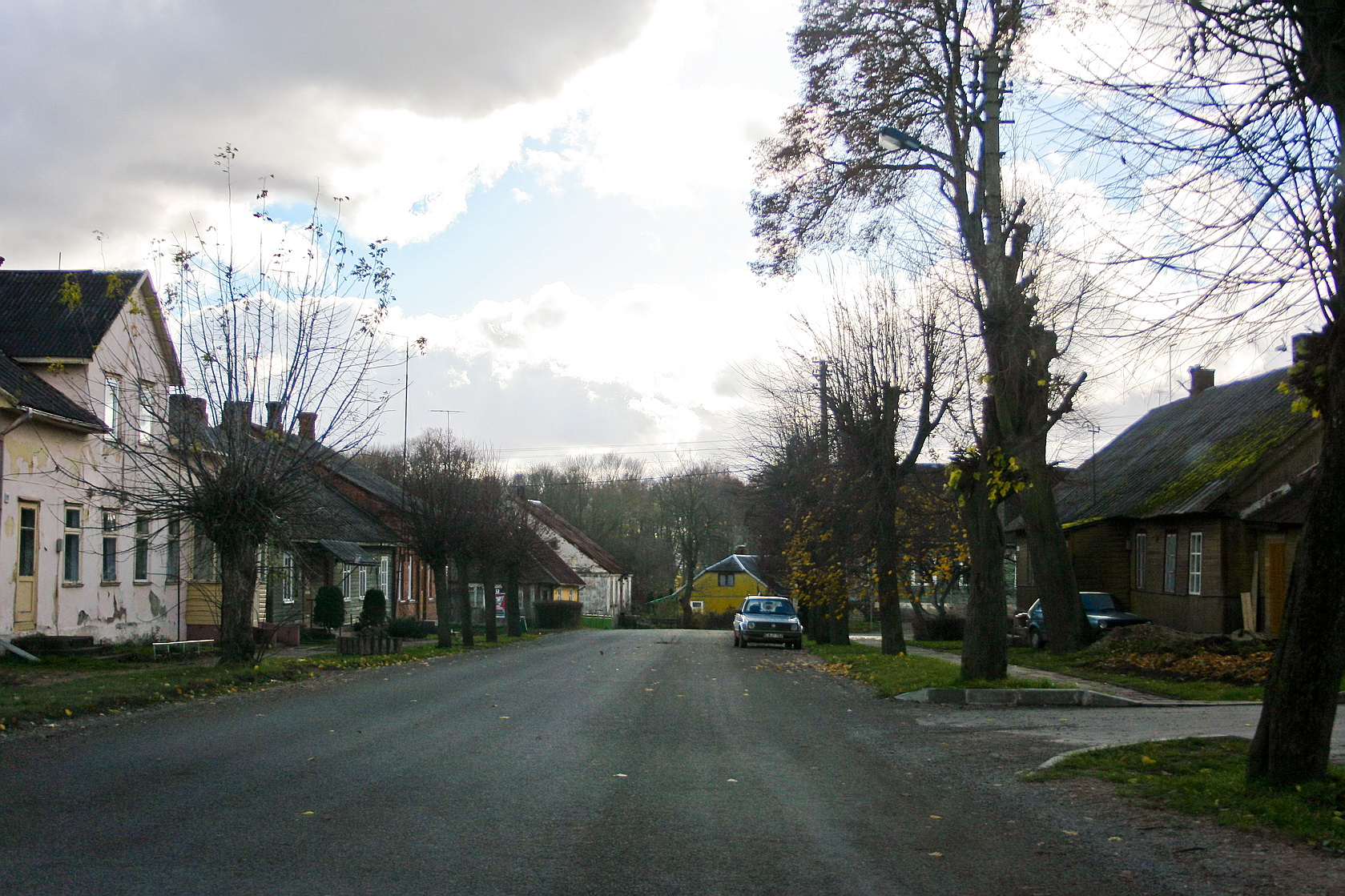
Straßen

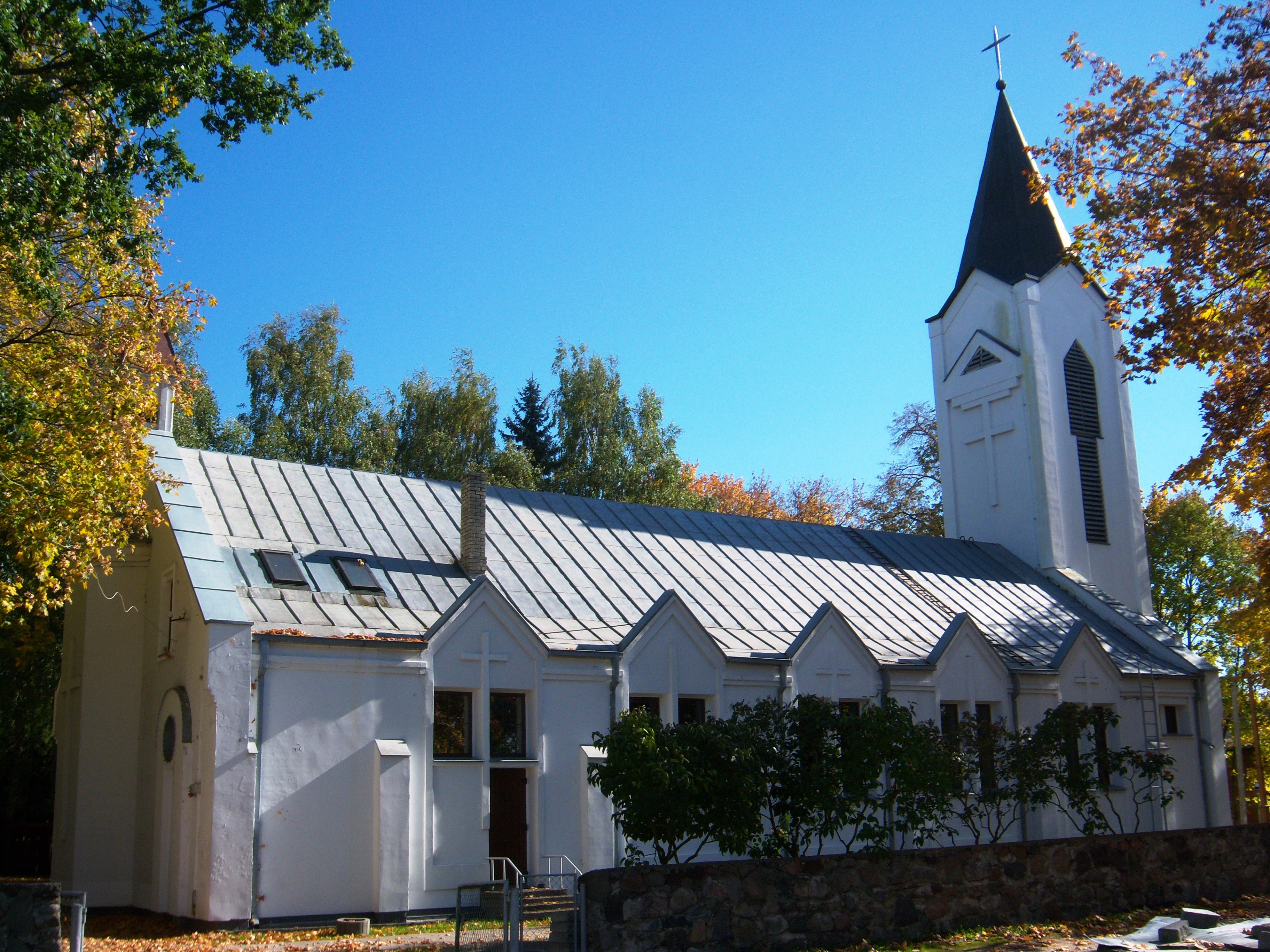
Kirche Liudvinavas

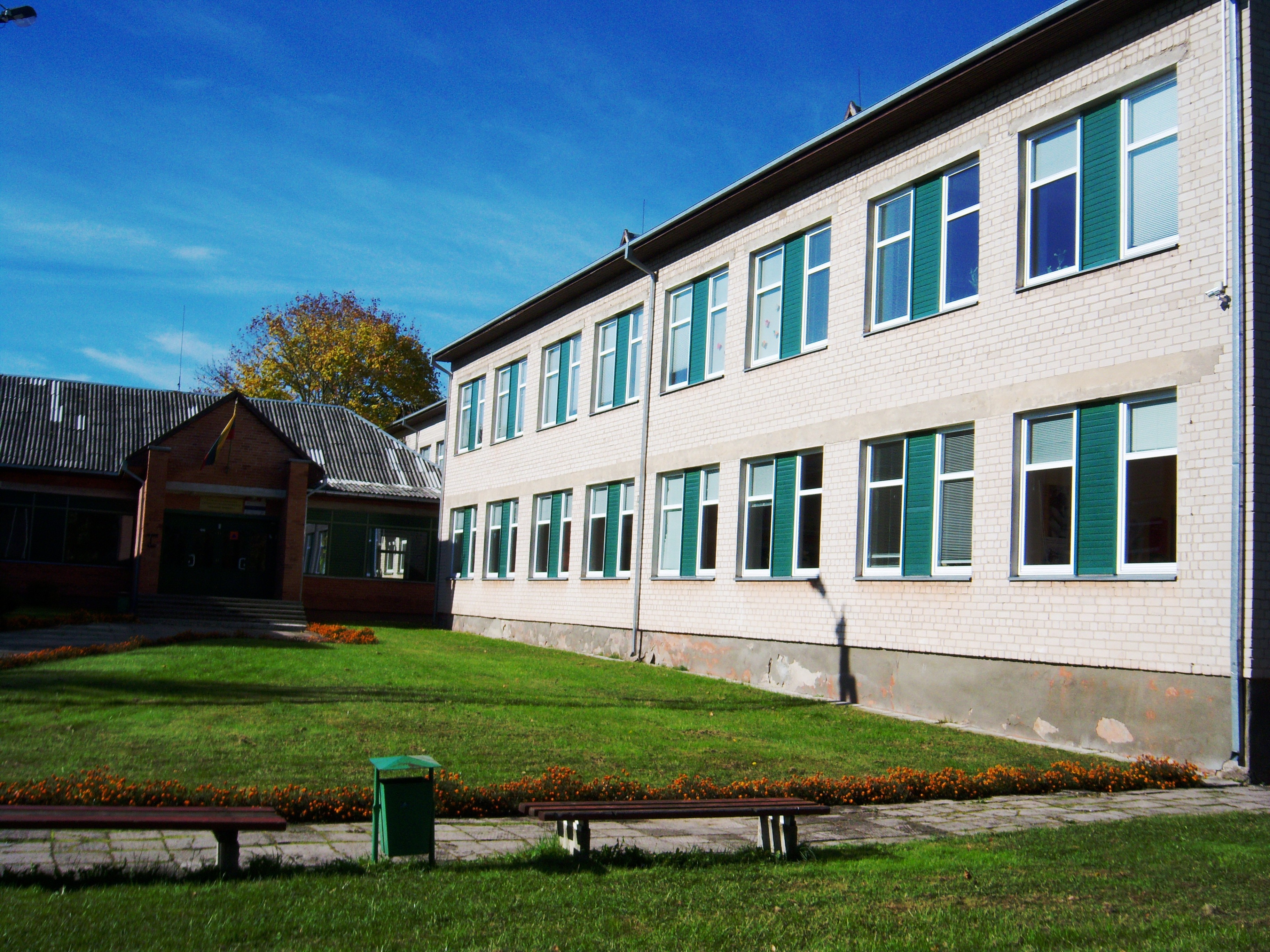
Gymnasium

Liudvinavas ist ein Städtchen in der Gemeinde Marijampolė, im Südwesten von Litauen, Region Suvalkija. Es befindet sich am Fluss Šešupė, 9 km südlich von Marijampolė, an der Straße 182 (Marijampolė-Liudvinavas-Krosna). Liudvinavas ist das Zentrum von Amtsbezirk Liudvinavas, ehemaliges Zentrum der Wolost Liudvinavas und des Umkreises Liudvinavas. Es ist eine rechteckige Stadt. Das Fest des Heiligen Ludwig wird jährlich am letzten Sonntag im August gefeiert. 
2021 gab es 843 Einwohner.

## Objekte
Es gibt den See Liudvinavas, die Wallburg Liudvinavas, eine katholische Holzkirche St. Liudwig (erbaut 1730, umgebaut 1975; sie enthält einige Kunstdenkmäler), das Kazys-Boruta-Gymnasium Liudvinavas, einen Kindergarten, eine Bibliothek, ein Kulturzentrum, ein Postamt (LT-69022), eine ambulante Gesundheitseinrichtung  (Ambulanz Liudvinavas) und ein Wasserkraftwerk.

## Personen
- Vydas Baravykas (* 1950), Politiker, Bürgermeister der Rajongemeinde Alytus
- Petras Vaitiekūnas (* 1953), Diplomat und Politiker, Außenminister, Botschafter, Abgeordneter des Obersten Rates Litauens